# Philip Newth

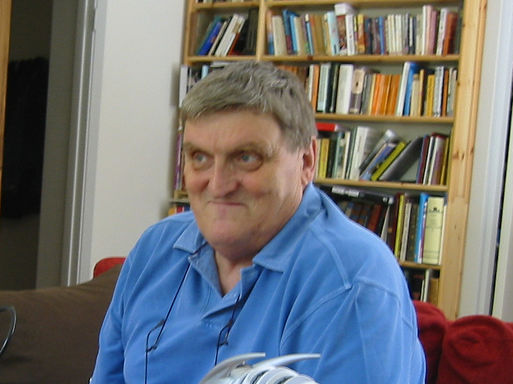
Philip Newth (2005)
Foto Eirik Newth

Philip Newth född 20 januari 1939 i Worcester, England, är en norsk-engelsk författare och illustratör som har skrivit mer än 50 barn- och ungdomsböcker. Han har också skrivit flera radioteatrar. Newth debuterade med bilderboken Den aller største kanonen 1969. Newth har mottagit en rad priser och utmärkelser, bland annat Skolbibliotekarieföreningens litteraturpris och Furstendömet Monacos ärepris. 
Newth är bosatt på Rykkinn i Bærum kommun. Han är gift med författaren Mette Newth, som han också har samarbetat med i flera projekt. Författaren Eirik Newth är Mette och Philip Newths son.